# Brandsville
Brandsville é uma cidade localizada no estado americano de Missouri, no Condado de Howell.

## Demografia
Segundo o censo americano de 2000, a sua população era de 174 habitantes. 
Em 2006, foi estimada uma população de 181, um aumento de 7 (4.0%).

## Geografia
De acordo com o United States Census Bureau tem uma área de 
1,2 km², dos quais 1,2 km² cobertos por terra e 0,0 km² cobertos por água. Brandsville localiza-se a aproximadamente 250 m acima do nível do mar.

## Localidades na vizinhança
O diagrama seguinte representa as localidades num raio de 28 km ao redor de Brandsville. 